# Brookesia karchei
Espèce
Statut de conservation UICN

 EN B1ab(iii) : En danger
Statut CITES
Brookesia karchei est une espèce de sauriens de la famille des Chamaeleonidae.

## Répartition
Cette espèce est endémique de la région de Sava à Madagascar. Elle  été découverte dans le massif de Marojejy.

## Description
Ce caméléon nain est de petite taille, diurne, et vit au sol ou sur les branches basses des forêts.

## Étymologie
Cette espèce est nommée en l'honneur de Jean-Paul Karche.

## Publication originale
- Brygoo, Blanc & Domergue, 1970 : Notes sur les Brookesia de Madagascar. III. B. karchei n.sp. du Massif du Majorezy. Annales de l'Université de Madagascar, Sciences, vol. 7, p. 267-271 (texte intégral).